# 張成沢
張 成沢（チャン・ソンテク、ちょう・せいたく。朝: 장성택、1946年〈主体35年〉2月6日 - 2013年〈主体102年〉12月12日）は、朝鮮民主主義人民共和国（北朝鮮）の政治家。
北朝鮮の初代最高指導者金日成の娘、2代目最高指導者金正日の妹に当たる金敬姫を妻とし、金正日の側近を務めた。朝鮮民主主義人民共和国国防委員会副委員長、朝鮮労働党中央委員会政治局員、朝鮮労働党中央軍事委員会委員、朝鮮労働党中央委員会行政部長などの要職を務め、朝鮮人民軍においては大将の軍事称号（階級）を保有するなど、党・国家・軍・公安部門に影響力を行使する立場にあり、金正日・金正恩体制における実質的なナンバー2とされ、甥である金正恩の後見人的存在と見られていたなど、北朝鮮の実力者の一人と認められていた。
その後、2013年12月に粛清され、朝鮮労働党から除名されて全ての役職と称号を失い、同月12日に「国家転覆陰謀行為」により死刑判決を受け、即日処刑されたと国営メディアにより報道されている。

## 来歴

### 金日成体制から金正日体制後期まで
江原道川内郡出身。金日成総合大学の卒業生。
1968年から1972年までソビエト連邦のモスクワに留学していた。
若い頃は容姿端麗かつ性格も開放的で酒にも強く、大学では性別問わず人気者であった。頭の回転が速く、機敏で気の利く遊び人だった性分を、当時上級生だった金正日に気に入られ、幼少時に事故で死去していた弟の代わりの様に可愛がられる。金敬姫とは大学の同級生であり、張成沢に憧れ惹かれていた金敬姫からのアプローチをきっかけに付き合うようになっていた。生来の遊び癖気質やその出身身分の低さを金敬姫の実父であり、かつ当時、既に国内最高権力者の地位にあった金日成には疎んじられ、一時江原道の元山経済大学に強制転学させられる。実妹の悲しみを払いたい想いや金正日自身の張成沢の将来への期待などから、やがて金正日のとりなしで中央に復帰し、1972年に金敬姫と結婚、学生時代からの金正日の希望通り、彼の側近となった。しかしその後、一時敬姫との夫婦仲が悪くなり、DVなどにも及ぶようになったことを金正日が激怒。1978年から2年間、ガンソン製鉄所で思想化教育を受ける。この際、金正日の妻である成恵琳の助力で立ち直ったことから恩義を感じ、その子の金正男を後継者に推すようになったという。
金日成体制下では、平壌市党委員会指導員としてキャリアをスタートさせ、党組織指導部外交部担当、党員登録課長を務めながら実務を学び、1982年に党青少年事業部副部長、1985年に党青少年事業部第一副部長、1988年に党青少年事業副部長、1989年に青年および三大革命小組部長に就任し三大革命赤旗獲得運動を推進するなど、金正日の側近としてキャリアを進めてきた。
金日成が死去し金正日体制が発足した後は、1995年に朝鮮労働党中央委員会組織指導部第一副部長（行政担当）に就任し、1997年から2000年まで社会安全部内の秘密警察組織「深化組」を指揮、2万5000人にも及ぶ大規模な粛清を行った（深化組事件）。
2003年10月より以後、消息報道が長期間途絶える。ほどなく2004年2月頃には、「権力欲による分派行為」を疑われて失脚したという情報も飛び交い、同時に張が所掌していた党行政部も解体された。これについては、張と同職の党中央委員会組織指導部第一副部長（組織担当）の李済剛（リ・ジェガン）により失脚させられたとの疑いがある。李済剛は金正日の次男金正哲を後継者に推していたため、長男の金正男を後継者に推していた張成沢にとって政敵だったとされる。しかし2006年1月29日の朝鮮中央通信の報道などで、張が2005年12月に復権していたことが判明。復権の際、北朝鮮の報道では、党中央委員会組織指導部第一副部長ではなく、単に党中央委員会第一副部長として紹介された。なお、首都建設部第一副部長として復権したとされている。
復帰前後の2005年と2006年9月には、張が乗っていた乗用車に軍用トラックが衝突して張が重傷を負う事故が発生。
2007年には、国家安全保衛部、人民保安省、中央検察所、中央裁判所などの公安部門を統括する党行政部が復活し、党行政部長に張が就任し、本格的に権力への復帰を果たした。これと同時に党組織指導部の思想検閲・査定の権限が、党行政部に大幅に移管したのではないかと分析されたが、専門家により意見は分かれた。張の失脚後に、李済剛が張が所掌していた業務を一手に引き受け「労働党内の総督」と呼ばれるほどの権勢を揮ったことから、金正日が李済剛を牽制するために張を復帰させたものと分析されている。

### 金正日体制末期から金正恩体制発足期まで
金正日が2008年8月に脳卒中で倒れ、回復後も左腕に後遺症が残ったこともあり、張の動向が注目された。張は金平一とともに、アメリカ政府から、金正日体制崩壊後のキーパーソンの一人として注目を集めた。
2009年2月15日、金正日の健康が悪化した際、張が三男の金正恩を後継者にするよう働きかけたと報じられた。同年4月9日、国防委員会委員に選出。
2010年6月2日、過去に張を失脚させ謀殺しようとしたと疑われている、金正日の後継者をめぐって対立関係にあった、張の最大の政敵だった李済剛が交通事故で死亡し、張が権力闘争で独走態勢に入る。この李済剛の死は、張成沢による謀殺返しであると疑われている。その5日後の同月7日、張は国防委員会副委員長に選出され、事実上の北朝鮮ナンバー2の地位を不動のものとした。これについては、金正恩を後継者にするための布石と言う見方と、正恩を後継者にすることを諦め、張自身を北朝鮮の次期最高指導者にするため、という2つの見方があった。
同年9月28日、第3回党代表者会議をうけて開催された中央委員会総会で政治局員候補に昇進。同時に金正恩も党中央軍事委員会副委員長に推挙され、これにより金正恩の後継者としての地位がほぼ確定した。
また、同年頃から外貨誘致に関する利権をめぐって、国防委員会副委員長の呉克烈との対立関係が始まったとされている。
2011年12月17日に金正日が死亡し、葬儀委員会の名簿には19位に名を連ねた（妻は14位）。当面の間は若い金正恩を後見人の張が謂わば「摂政」 としてバックアップする体制が取られるものとみられていた。
2012年4月11日の第4回朝鮮労働党代表者会では、朝鮮労働党政治局員候補から政治局員に昇格した。

## 粛清・処刑

### 韓国国家情報院による「失脚」情報
2013年12月3日、韓国国家情報院は「張成沢国防委員会副委員長が失脚し、側近2名が公開処刑された」との情報を明らかにした。同月7日に放送された朝鮮中央テレビの金正恩の現地視察映像の全ての場面から、張が編集や加工により消されていたことにより、粛清された可能性がより確実のものとなった。

### 北朝鮮当局による「粛清」の公式発表
12月9日に朝鮮中央通信が、8日に開かれた朝鮮労働党政治局拡大会議の決定により、張を全ての役職から解任し、党から除名したと正式に報じた。解任と除名の理由は「分派策動で自分の勢力を拡張し、あえて党に挑戦する危険極まりない反党・反革命的分派事件が発生した」「党の唯一的指導体系を確立する事業を阻害する反党・反革命的分派行為を働き、強盛国家の建設と人民の生活向上を目指す闘いに莫大な弊害を及ぼす反国家的・反人民的犯罪行為を働いた」「資本主義生活様式に染まって不正腐敗行為を強行し、腐敗堕落した生活をした」「思想的に病み、極度に安逸に流れたため麻薬を使い、党の配慮によって他国に病気の治療で行っている期間には外貨を蕩尽し、賭博場まで出入りした」「張成沢とその追随者らが働いた犯罪行為は想像を絶し、党と革命に及ぼした弊害の結果はきわめて大きい」などとしており、私生活に至るまで徹底的に糾弾された。
また、同日午後に放送された朝鮮中央テレビは、張が両脇を抱えられて党政治局拡大会議の議場から連行される様子を撮った写真を映しながら、朝鮮中央通信同様「権力を乱用して、不正・腐敗行為をし、複数の女性（金正恩氏の第一夫人を含む）と不当な関係を持って、高級食堂の裏部屋で、酒遊びや飲み食いをしてきた。他国で病気治療を行っている期間には、外貨を使い果たし、賭博場まで訪ね歩いた」などと、数々の張の「罪状」を挙げて、繰り返し呼び捨てで報道した。北朝鮮が、このような逮捕場面を公開するのは極めて異例で、1970年以降では初めてである。朝鮮中央通信は「張成沢を取り除き、その一党を粛清することによって、党内に新しく芽生える危険極まりない分派（派閥）的行動に決定的な打撃を加えた。」 と報じており、粛清の語は西側メディアの呼称ではなく、北朝鮮政府の公式見解となっている。

### 北朝鮮当局による「処刑」の公式発表
12月13日、朝鮮中央放送が、前12日に開かれた国家安全保衛部特別軍事法廷で張に死刑判決を下し、即時処刑したことを発表した。朝鮮中央放送は処刑の理由について、「敵らと思想的に同調し、わが共和国の人民主権を転覆する目的で敢行した国家転覆陰謀行為が共和国刑法第60条に当たる犯罪を構成することを確証した」「犬畜生にも劣る人間のゴミ、凶悪な政治的野心家、陰謀家であり、万古の逆賊である張成沢を革命の名の下に人民の名の下に厳しく断罪、糾弾し、刑法第60条により、死刑に処すものと判決を下し、即時執行された」と発表した。朝鮮中央通信は、同様に党大会で「傲慢な態度でいい加減な拍手をした」ことや、その他の罪状を列挙し、デノミネーションの失敗を初め、失政をことごとく張の仕業であるとした。その上で、「あえて金正恩〔ママ〕元帥の唯一的指導を拒否し、元帥の絶対的権威に挑戦し、白頭山の血統と一個人を対置させる者をわが軍隊と人民は絶対に許さず、それが誰であれ、どこに隠れていても一人残らず掃き集めて歴史の峻厳な審判台に立たせ、党と革命、祖国と人民の名で無慈悲に懲罰するであろう」と、徹底した残党狩りを示唆した。
処刑直前の様子として報道された写真は張の顔や手の甲が腫れ上がって見えることから、処刑直前に拷問が行われたとの見方も出ている。
1月30日、駐イギリス特命全権大使玄鶴峰は、Sky Newsによるインタビューで、張の処刑方法を「銃殺だった」と語った。その上で、「（朝鮮労働）党は張成沢の行状を過去に何度も許したが、今回は受容限度を超えた」と述べた。また、張の家族も処刑されたとする報道については、「我々の敵たちによる政治的プロパガンダ。でっち上げの報道についてはコメントしない」とした上で「彼の家族が罰を受けたか否かは知らない」と答えた。

### 粛清の背景
張が粛清された背景については各報道機関によって分析が試みられ、多様な説が唱えられている。

#### 権力闘争
複数のメディアが、朝鮮人民軍と朝鮮労働党組織指導部が張の粛清を主導した可能性を報じており、軍では金正恩体制発足に伴い張が事実上のナンバー3に昇格させた側近だった崔竜海（チェ・リョンヘ）朝鮮人民軍総政治局長が、党組織指導部では趙延俊（チョ・ヨンジュン）党組織指導部第一副部長、若しくは黄炳瑞（ファン・ビョンソ）同部第一副部長が粛清を主導したとされている（以前から張と崔竜海は不仲が噂されていた）。
また、処刑直前の11月には、『中央日報』は平壌在住の貿易労働者の発言として、「いまは金正恩より張成沢が政権を取ればはるかに生活が良くなるだろうという噂が広まっている」と報じていた。
朝鮮労働党統一戦線部に在籍していた脱北者で北朝鮮情報サイト『NEW FOCUS』代表のチャン・ジンソンと産経新聞も、軍と党組織指導部が張の粛清を主導した可能性を指摘している。チャン・ジンソンによると、張の粛清は、過去に張が、党中央委員会組織指導部第一副部長の李済剛（リ・ジェガン）、国家安全保衛部副部長の柳京（リュ・ギョン）、同部第一副部長の禹東測（ウ・ドンチュク）、朝鮮人民軍総参謀長の李英浩（リ・ヨンホ）を粛清し、張が牛耳る党行政部の下に党組織指導部の権限や軍の利権を集めて独り占めにしてきたことに対する、党組織指導部、国家安全保衛部、軍が野合して行った組織的報復であるという。
軍と張が牛耳る党行政部との利権をめぐる対立が粛清の原因であるという説については、韓国国家情報院による韓国国会情報委員会所属の議員に対する報告においても指摘されている。国家情報院は、処刑の理由は金正恩が張に「度重なる党行政部と軍の間での利権争い」や「（張の）側近の越権行為」を改めるよう指示したにもかかわらず、張がこれを拒否したことが原因であるとしている。なお「国家転覆陰謀行為」については処刑を正当化するために誇張された理由付けであるとしている。読売新聞は、党行政部から軍に利権を返そうとしない張と側近に関する報告を受けた金正恩が激怒して、泥酔状態で張成沢一派の処刑を命じたとも報道している。
また李策と『週刊ポスト』取材班によると、投資家を装って接触した当局者の話として、張は将軍様（金正日）と同じような贅沢を行い、また100人を超える女性が張と夜をともにさせられた。そこで最高司令官同志（金正恩）は張の行状に不快感を募らせ、2012年12月17日（金正日の命日で追悼大会が開催された）の出来事から張を遠ざけるようになった。身の危険を感じた張は、それまでは自分が受け取っていた党・軍・政府のいっさいの報告資料を、最高司令官同志に直接上げるよう指示したが、一方で最高司令官同志は保衛部に極秘で張の行状を調べるよう命じた。粛清の決め手となったのは、7月末にパーティーの席上で、張の側近である李龍河、張秀吉が「張部長同志、万歳！」「張部長同志の万寿無疆を祝願します！」などと叫んだことだった。本来中国で皇帝の長寿を願う言葉で臣下に用いてはならなかった「万歳」の対象は金日成・金正日、そして最高指導者である金正恩以外にあり得ず、この結果張とその一派は「反党反革命分派行為」を行ったと見なされたという。
重村智計によると、張は党行政部長として警察組織の一つである内務軍を指揮下に置くなど、ある程度の権限を持つ一方、2004年に権力の核心的役職である党中央委員会組織指導部第一副部長から失脚して以降、同役職への復帰を切望しながらも叶わず、政権ナンバー2と言える程の実力者ではなく、金正恩との敵対意思もなければ独裁の障害という程の権力も無かったという。むしろ、軍予算削減や中国や韓国など周辺国との接近をスパイ行為（売国奴）と見なした軍の圧力によって、金正恩が自派の一員である叔父を粛清する様に強制された結果ではないかと推測している。重村は、今回の「ミニ・クーデター」によって金正恩ら党・政府は軍に主導権を握られる格好となり、呉克烈（オ・グッリョル）国防副委員長と金英哲（キム・ヨンチョル）偵察総局長ら軍部強硬派が正恩を傀儡化する方向に向かうと予測している。
一方、『中央日報』は、金正恩自身が、政権ナンバー2の張を独裁の障害となりうると判断して自ら排除した可能性を提起している。かつて張成沢の部下だった脱北者によると張はカリスマ性があるうえ、たびたび食事や酒を振るまうなど部下たちへの気配りもできるなどの人柄から人望があり、結果として政権内で実権を掌握する構図になっていたという。またこの脱北者は、今でも張を慕っていた者は様々な組織に残っており、今後は彼らに対する粛清が続くだろうとの予想を語った。また、同じく『中央日報』のパク・ハンシクジョージア大大学院教授インタビュー記事では、パクは「北はナンバー2を認めない。北で首領はすべての体制と法の上にある神だ。第一人者以上の意味を持つ。最高指導者を神と同じ存在とする首領化の過程で挑戦すればどうなるかという見本が張成沢の事件だ。そのような意味で張成沢事件はナンバー2を引き下ろした粛清ではなく、一般官僚が前に出ようとして除去された処罰の概念と見るべきだ」との見解を示した。

#### 汚職
汚職の有無については北朝鮮が粛清を発表した際に韓国の洪翼杓国会議員が、張の「犯罪行為」の具体例として国外での食堂事業に関する不正などをあげた。

#### 金正恩による私怨説
朝鮮日報系の月刊誌『月間朝鮮』は、張が金正恩から長年にわたって恨まれており、金正恩が最高指導者になった時点で張の死は事実上運命づけられていたとする説を報じた。
前提として、金正哲・金正恩らの母である高英姫は金正日との結婚を金日成から認められなかったため、金正恩らは幼少期を母子共々平壌市ではなく元山市（江原道）の元山官邸で過ごしたと言われている。
『月間朝鮮』の報道によると、高英姫は「正哲・正恩のどちらかが後継者にならなければ一族もろとも粛清される」との危機感を抱いており、何が何でも自らの子供たちの存在を金日成に認めさせようとしていたが、張は金正日に対し「高英姫とその子供たち（金正哲・金正恩）を絶対に首領様（金日成）に会わせるな」と吹き込み、金正恩らを金日成に会わせようとしなかった。張の妨害のため金正恩は生前の金日成と共に写った写真が1枚もなく、自身の権力継承の正統性に疑問符がつきかねない状況となっている。さらに張は金正日の後継者争いを巡って金正恩と金正男に二股をかけており、表向きは金正恩を支持しながら裏では金正男に便宜を図っていた。
これらのことから高英姫は張・金敬姫夫妻に対し恨みを抱き、母の影響を受けた金正恩もまた幼少期から張を恨んでいた。
金正日の後を継いで最高指導者となった金正恩は2012年3月、張を粛清する決心をしたと考えられている。粛清に使えそうな情報を集める過程で張の女性スキャンダルと殺人・証拠隠滅（喜び組を含む多数の若い女性と不適切な関係を持った後殺害し、その遺体を違法に火葬した）容疑、地方視察の際最高指導者のごとくふるまっている容疑が浮上したため、金正恩はそれらを口実に「積年の恨み」を晴らすべく張の粛清に踏み切ったという。

### 処刑後の影響
12月17日、国際連合人権理事会は張成沢、李龍河、張秀吉らの処刑について、拷問等禁止条約違反の可能性があるとして、北朝鮮に対して60日以内の回答を求めた。
2014年1月1日、金正恩第一書記は新年の辞で張を「汚物」と呼び、一連の粛清・処刑について「わが党は昨年、強盛国家の建設をめざす誇りある闘いの時期に、党内に潜んでいた分派の汚物を除去する断固たる措置を取りました。わが党が適中した時期に正確な決心をして反党反革命分派一党を摘発粛清することによって、党と革命隊伍は一層打ち固められ、我々の一心団結は百倍に強化されました。」と述べた。
張は、日本やモンゴル、中華人民共和国などにとって外交上の窓口役となっていた。「既に核保有しているから核実験は必要なく、中国に配慮すべき」 として対中関係を重視する人物であり、中国による羅津港 や清津港 の租借は張が関与したとされ、張の粛清前に中国企業のコンソーシアムが羅津港の第1埠頭から第3埠頭まで全て開発して新たに第4・第5・第6埠頭の3基を建設して50年間租借する合意が北朝鮮とされていたが、中国側の陳徳銘とともに北朝鮮側でこの計画を担当していた張の粛清でこれらは取り消しになったとされる。張の処刑された2013年当時、北朝鮮の全貿易の9割近くを占めていた中朝貿易の7割が通る中国・丹東の最大の対北朝鮮貿易業者であり、北朝鮮に核開発関連物資や北朝鮮サイバー軍の拠点を提供するなど、張が所管していた勝利貿易会社の緊密なビジネスパートナーだった中国人実業家の馬暁紅（鴻祥グループ会長）も、張の粛清で巨額の損失 を被ったという（その後も北朝鮮との取引を続けるも制裁を強める中国当局に逮捕された）。
2015年3月5日、国連人権理事会に提出されたJUA（共同緊急アピール）によると、北朝鮮は人権理事会の問い合わせに返事をしなかった。JUAは、国連人権決議25/13違反として遺憾の意を表明した。また、（北朝鮮側の）反証が無い限り、最初の報告に根拠があると結論づけた。従って、北朝鮮は張成沢、李龍河、張秀吉らの処刑について、拷問等禁止条約違反を犯したと結論づけた。アメリカ政府系のラジオ・フリー・アジアによると、報告書 (JUA) はマルズキ・ダルスマン、フアン・メンデス、クリストファー・ハインツの3人による共同作成で「北朝鮮政府が、2013年に行った張成沢の処刑は明らかに国際人権法に違反した行為」と結論づけたと報じた。
2016年5月、張が建設を主導した朝鮮史のテーマパークである平壌民俗公園が解体されていると報じられた。

## 生存説
2014年5月6日、米プロバスケットボールNBAの元スター選手、デニス・ロッドマンは米誌・DuJourの取材に応えた際、処刑されたと伝えられている北朝鮮のナンバー2だった張成沢が処刑されなかったと発言した。
ロッドマンは「私が今年の1月に北朝鮮を訪問した際、メディアはすでに金正恩が張成沢を処刑したと伝えていたが、私は確かに彼の姿を確認している」と発言。
2018年4月12日、大統領直属の政策企画委員会と有力シンクタンク・世宗研究所の共催による「世宗国家戦略フォーラム」で、同研究所の統一戦略研究室長の鄭成長（チョン・ソンジャン）は、張成沢元国防副委員長について「本当は生きている」と発言した。同氏によれば、「北朝鮮は張成沢を『処刑した』と発表したが、複数の消息筋は、処刑を目撃した高位幹部はおらず、実際には自宅に軟禁された状態で生存していると主張している」のだという。

## 家族
- 長兄：張成禹（チャン・ソンウ、장성우）（1933年4月7日 - 2009年8月）
- 次兄：張成吉（チャン・ソンギル、장성길）（1939年1月13日 - 2006年7月[90][91][92]）人民武力省革命事績館長
- 姉：張桂順（チャン・ゲスン） - 声楽俳優
- 姉の夫：全英鎮（チョン・ヨンジン）　駐キューバ大使
- 妻：金敬姫（キム・ギョンヒ、김경희）（1946年 - ）金正日の同母妹。張成沢と敬姫は長い間別居していたとの報道がある。また、妻の金敬姫とは金正恩の指示により張成沢が処刑される直前に離婚したとの報道もある[93]。
  - 長女：張琴松（チャン・クムソン）（1977年 - 2006年）、フランス留学中に、飲酒後の睡眠薬大量摂取により死亡[94]。
- 叔父：張正煥（チャン・ジョンファン）（1923年1月25日 - 1982年7月23日）人民武力部副部長
- 甥：張勇哲（チャン・ユンチョル）張成禹の次男、駐マレーシア大使